# Banesco Seguros
Banesco Seguros es una aseguradora de Venezuela con base en el distrito financiero de El Rosal en Caracas. Según la Superintendencia de Seguros para el primer trimestre de 2009 era la sexta aseguradora más grande de ese país. Es una filial de Banesco Organización Financiera, la principal entidad bancaria de Venezuela. 
Banesco Seguros fue establecido en 1993, pero la compañía aseguradora tuvo un perfil relativamente bajo dentro del mercado, en 2004 comenzó a crecer significativamente y entre 2005 y 2006 creció un 70% en el segmento de primas cobradas. Pero entre 2007 y 2008 registró un récord de crecimiento de 125% en primas cobradas. 
Actualmente la empresa ofrece servicios en los ramos de personas que incluyen accidentes personales, vida, salud y servicios funerarios; patrimoniales entre los que destacan automóviles, responsabilidad civil general y empresarial, incendio, entre otros.
En 2007 Banesco Seguros anunció la compra por 100 millones de bolívares (fuertes) de una de las torres del complejo empresarial Centro Galipán en el sector financiero de El Rosal, para trasladar su sede principal en 2009 del Centro San Ignacio a la nueva torre.
En 2008 la casa matriz registró Banesco Seguros Panamá con la intención de expandirse en el mercado latinoamericano del negocio asegurador.